# Friderik I. Avstrijski
Friderik I. Avstrijski (nemško Friedrich I. von Österreich) iz družine Babenberg, znan tudi kot Friderik Katoliški (nemško Friedrich der Katholische), je bil od leta 1195 do 1198 vojvoda Avstrije, * okoli 1175, †  16. april 1198.

## Življenje
Friderik I. je bil rojen okoli leta 1175 kot sin avstrijskega vojvode Leopolda V. in Helene Ogrske. Leta 1192 je skupaj z očetom dobil v fevd  Avstrijo in Štajersko, medtem ko njegov mlajši brat Leopold VI. ni dobil ničesar. Oče Leopold V. je na smrtni postelji vse presenetil, ko je s soglasjem cesarja Henrika VI. sinu Leopoldu podelil vojvodino Štajersko. Temu ni nihče nasprotoval in Avstrija in Štajerska sta postali ločeni vojvodini. Friderik I. svojega fevda ni dobil neposredno od cesarja, ampak preko njegovega pooblaščenca, passauskega škofa Wolfgerja Erlskega.
Friderik I. je zaslovel  kot pokrovitelj trubadurjev in velik ljubitelj dvornih praznovanj. Po prevzemu prestola ni spoštoval očetove poslednje želje in ni vrnil preostalega dela odkupnine, plačane za angleškega kralja Riharda I. Levjesrčnega.
V začetku leta 1197 se je mladi vojvoda skupaj z drugimi pomembnimi plemiči pridružil cesarjevemu pozivu in odšel na križarsko vojno v Sveto deželo. Pred odhodom na vojno je na Siciliji pomagal cesarju Henriku VI. pomiriti upor lokalnega normanskega plemstva. Po zatrtju upora je bila večina ujetnikov usmrčenih, pogosto na krut način. Friderik je v Sveti deželi zbolel in na poti domov v Akonu 16. aprila 1198 umrl. 
"...Ko je od daleč prišla vest, da je duša Friderika Avstrijskega našla svobodo, njegovo telo pa smrt, je bil moj ponosni žerjavski korak pokopan in zdaj brezciljno tavam tukaj kot pav z glavo, ki visi do kolen ... "
— Walther von der Vogelweide
Pokopan je bil v samostanu Heiligenkreuz. Nasledil ga je mlajši brat Leopold VI., ki je ponovno združil vojvodini Avstrijo in Štajersko.
Na Friderikovem dvoru je začel ustvarjati Walther von der Vogelweide, ki se je po lastnih besedah "naučil peti in pripovedovati v času vladavine Friderika I."